# Циклогексилимин ацетона
Циклогексилимин ацетона — органическое вещество класса иминов, производное циклогексиламина и ацетона. Является наиболее часто используемым имином ацетона, поскольку имины с низшими заместителями при атоме азота для большинства случаев являются слишком неустойчивыми.

## Получение
Препаративным методом синтеза циклогексилимина ацетона является конденсация циклогексиламина с ацетоном в различных растворителях либо без растворителя. Выделяющуюся в реакции воду затем удаляют твёрдым гидроксидом натрия. Полученный реагент чувствителен к влаге. Рекомендуется хранить его в инертной атмосфере при охлаждении и перегонять перед использованием.
{\displaystyle {\mathsf {C_{6}H_{11}NH_{2}+Me_{2}C\!\!=\!\!O{\xrightarrow[{}]{\text{кат. HCl}}}C_{6}H_{11}N\!\!=\!\!CMe_{2}+H_{2}O}}}

## Строение и физические свойства
Растворим в распространённых органических растворителях.

## Химические свойства
Недостатком стандартных превращений с участием енолятов является то, что для достижения приемлемых результатов их необходимо проводить при очень низкой температуре. Имины представляют собой более удобные соединения, которые выполняют в синтезе ту же роль и более удобны в обращении. Циклогексилимин ацетона является наиболее популярным имином ацетона, поскольку метилимин, этилимин и т. п. неустойчивы. Недостатком же циклогексилимина ацетона является то, что наличие циклогексильной группы усложняет ЯМР-спектр получаемых продуктов. Однако, поскольку данная группа всё равно впоследствии отщепляется путём гидролиза, на сложность спектров конечных соединений она не влияет.
Для применения в качестве аналога енолята циклогексилимин ацетона депротонируют под действием диэтиламида лития, диизопропиламида лития или бутиллития. Полученный анион вводят в реакцию с алкилгалогенидом, что даёт имин, замещённый в α-положении. Повторив стадии депротонирования и обработки алкилгалогенидом, можно провести замещение также по второй метильной группе. После гидролиза иминной группы получаются замещённые производные ацетона.
Если циклогексилимин ацетона депротонировать литиевыми реагентами, а затем ввести в реакцию с иодидом меди(I), получится купратный реагент, который вступает в реакцию Михаэля с α,β-непредельными карбонильными соединениями.
Депротонированный циклогексилимин ацетона используется в качестве метиленовой компоненты в альдольных конденсациях. Последующий гидролиз иминогруппы приводит к дегидратации β-гидроксикарбонильного соединения ("альдоля") до α,β-непредельного карбонильного соединения, хотя в более мягких условиях этого можно избежать.
Окисление циклогексилимина ацетона по двойной связи м-хлорнадбензойной кислотой приводит к образованию замещённого оксазиридина.